# Czworogratka nadrzewek
Czworogratka nadrzewek (Amphigerontia contaminata) – gatunek owada z rzędu psotników i rodziny psotnikowatych.

## Taksonomia
Gatunek ten opisał jako pierwszy James Francis Stephens w 1836 roku pod nazwą Psocus contaminatus. Jeszcze do lat 40. XX wieku gatunek ten często mylony był w literaturze z czworogratką dwupaskiem (Amphigerontia bifasciata).

## Morfologia
Owad ten osiąga od 3,7 do 4 mm długości przedniego skrzydła. Głowę ma jasną z brunatnymi kropkami na ciemieniu oraz brunatnymi liniami podłużnymi i poprzecznymi na nadustku. Oczy złożone są w części ubarwione szaro, zaś w części dolnej brunatnie. Czułki u samca osiągają długość przedniego skrzydła, natomiast u samicy są nieco krótsze. Tułów jest żółtawy z brunatnym śródpleczem. U samca skrzydła są przezroczyste, natomiast u samicy występują na nich nieliczne rozmyte plamy o brunatnym zabarwieniu. Na żółtawym odwłoku występuje brunatne obrączkowanie. Genitalia samca cechują się bardzo szerokimi paramerami oraz symetrycznym hypandrium podzielonym u wierzchołka na trzy płaty, z których środkowy jest tak zgrubiały, że w widoku brzusznym wygląda na niemal kulisty. Paramery są nieprzyrośnięte do prącia. Samica ma znak w kształcie krzyża na płytce sugenitalnej i dwupłatowe walwy zewnętrzne.

## Ekologia i występowanie
Biotopem tego owada są lasy, sady, ogrody, parki oraz inne zadrzewienia i zarośla. Żeruje na porostach i grzybach strzępkowych. Bytuje na gałęziach i pniach drzew i krzewów iglastych i liściastych, krzewinkach i trawach. Spotykany jest na brzozach, bukach, cisach, dębach, głogach, jabłoniach, jałowcach, jodłach, leszczynach, modrzewiach, olszach, platanach, rokitnikach, sosnach, świerkach, trzęślicy modrej, wrzoścach i żarnowcach. 
Gatunek współcześnie holarktyczny. W Palearktyce znany jest z Wysp Kanaryjskich, Hiszpanii, Irlandii, Wielkiej Brytanii, Francji, Belgii, Luksemburgu, Holandii, Niemiec, Szwajcarii, Austrii, Włoch, Danii, Szwecji, Norwegii, Finlandii, Estonii, Łotwy, Polski, Czech, Słowacji, Węgier, Rumunii, Chorwacji, Serbii, Grecji, Ukrainy, Rosji, Turcji, Cypru, Izraela, Mongolii i Korei. Z Nearktyki podawany jest z Kanady.